# Medallistas olímpicos en Vela
Tabla de medallas de oro, plata y bronce en el deporte de la Vela en los Juegos Olímpicos en cada una de las pruebas que forman parte del torneo.

## Programa vigente
Lista de medallistas olímpicos en vela por clase

### 470(Masculino)
| Edición                                               | Oro                                             | Plata                                               | Bronce                                          |
| ----------------------------------------------------- | ----------------------------------------------- | --------------------------------------------------- | ----------------------------------------------- |
| Montreal 1976                                         | Alemania Occidental · Frank Hübner · Harro Bode | España · Antonio Gorostegui · Pedro Millet          | Australia · Ian Brown · Ian Ruff                |
| Moscú 1980                                            | Brasil · Marcos Soares · Eduardo Penido         | Alemania Oriental · Jörn Borowski · Egbert Swensson | Finlandia · Jouko Lindgrén · Georg Tallberg     |
| Los Ángeles 1984                                      | España · Luis Doreste · Roberto Molina          | Estados Unidos · Steve Benjamin · Chris Steinfeld   | Francia · Thierry Peponnet · Luc Pillot         |
| Seúl 1988                                             | Francia · Thierry Peponnet · Luc Pillot         | Unión Soviética · Tõnu Tõniste · Toomas Tõniste     | Estados Unidos · John Shadden · Charles McKee   |
| Barcelona 1992                                        | España · Jordi Calafat · Francisco Sánchez      | Estados Unidos · Morgan Reeser · Kevin Burnham      | Estonia · Tõnu Tõniste · Toomas Tõniste         |
| Atlanta 1996                                          | Ucrania · Yevhen Braslavets · Ihor Matviyenko   | Reino Unido · John Merricks · Ian Walker            | Portugal · Hugo Rocha · Nuno Barreto            |
| Sídney 2000                                           | Australia · Tom King · Mark Turnbull            | Estados Unidos · Paul Foerster · Robert Merrick     | Argentina · Javier Conte · Juan de la Fuente    |
| Atenas 2004                                           | Estados Unidos · Paul Foerster · Kevin Burnham  | Reino Unido · Nick Rogers · Joe Glanfield           | Japón · Kazuto Seki · Kenjiro Todoroki          |
| Pekín 2008                                            | Australia · Nathan Wilmot · Malcolm Page        | Reino Unido · Nick Rogers · Joe Glanfield           | Francia · Nicolas Charbonnier · Olivier Bausset |
| Londres 2012                                          | Australia · Mathew Belcher · Malcolm Page       | Reino Unido · Luke Patience · Stuart Bithell        | Argentina · Lucas Calabrese · Juan de la Fuente |
| Río de Janeiro 2016                                   | Croacia · Šime Fantela · Igor Marenić           | Australia · Mathew Belcher · William Ryan           | Grecia · Panagiotis Mantis · Pavlos Kagialis    |
| Tokio 2020                                            | Australia · Mathew Belcher · William Ryan       | Suecia · Anton Dahlberg · Fredrik Bergström         | España · Jordi Xammar · Nicolás Rodríguez       |
| La prueba pasó a ser un evento mixto para París 2024. |                                                 |                                                     |                                                 |

### 470(Femenino)
| Edición                                               | Oro                                           | Plata                                               | Bronce                                                   |
| ----------------------------------------------------- | --------------------------------------------- | --------------------------------------------------- | -------------------------------------------------------- |
| Seúl 1988                                             | Estados Unidos · Allison Jolly · Lynne Jewell | Suecia · Marit Söderström · Birgitta Bengtsson      | Unión Soviética · Larisa Moskalenko · Iryna Chunykhovska |
| Barcelona 1992                                        | España · Theresa Zabell · Patricia Guerra     | Nueva Zelanda · Leslie Egnot · Jan Shearer          | Estados Unidos · Jennifer Isler · Pamela Healy           |
| Atlanta 1996                                          | España · Theresa Zabell · Begoña Vía Dufresne | Japón · Yumiko Shige · Alicia Kinoshita             | Ucrania · Ruslana Taran · Olena Pakholchik               |
| Sídney 2000                                           | Australia · Jenny Armstrong · Belinda Stowell | Estados Unidos · Jennifer Isler · Sarah Glaser      | Ucrania · Ruslana Taran · Olena Pakholchik               |
| Atenas 2004                                           | Grecia · Sofia Bekatorou · Emilia Tsoulfa     | España · Sandra Azón · Natalia Vía Dufresne         | Suecia · Therese Torgersson · Vendela Zachrisson         |
| Pekín 2008                                            | Australia · Elise Rechichi · Tessa Parkinson  | Países Bajos · Marcelien de Koning · Lobke Berkhout | Brasil · Fernanda Oliveira · Isabel Swan                 |
| Londres 2012                                          | Nueva Zelanda · Jo Aleh · Polly Powrie        | Reino Unido · Hannah Mills · Saskia Clark           | Países Bajos · Lisa Westerhof · Lobke Berkhout           |
| Río de Janeiro 2016                                   | Reino Unido · Hannah Mills · Saskia Clark     | Nueva Zelanda · Jo Aleh · Polly Powrie              | Francia · Camille Lecointre · Hélène Defrance            |
| Tokio 2020                                            | Reino Unido · Hannah Mills · Eilidh McIntyre  | Polonia · Agnieszka Skrzypulec · Jolanta Ogar       | Francia · Camille Lecointre · Aloïse Retornaz            |
| La prueba pasó a ser un evento mixto para París 2024. |                                               |                                                     |                                                          |

### 470(Mixto)
| Edición    | Oro                                | Plata                               | Bronce                                    |
| ---------- | ---------------------------------- | ----------------------------------- | ----------------------------------------- |
| París 2024 | Austria · Lukas Mähr · Lara Vadlau | Japón · Keiju Okada · Miho Yoshioka | Suecia · Anton Dahlberg · Lovisa Karlsson |

### 49er(Masculino)
| Edición             | Oro                                           | Plata                                                 | Bronce                                          |
| ------------------- | --------------------------------------------- | ----------------------------------------------------- | ----------------------------------------------- |
| Sídney 2000         | Finlandia · Thomas Johanson · Jyrki Järvi     | Reino Unido · Ian Barker · Simon Hiscocks             | Estados Unidos · Jonathan McKee · Charlie McKee |
| Atenas 2004         | España · Iker Martínez · Xabier Fernández     | Ucrania · Rodion Luka · George Leonchuk               | Reino Unido · Chris Draper · Simon Hiscocks     |
| Pekín 2008          | Dinamarca · Jonas Warrer · Martin Kirketerp   | España · Iker Martínez de Lizarduy · Xabier Fernández | Alemania · Jan-Peter Peckolt · Hannes Peckolt   |
| Londres 2012        | Australia · Nathan Outteridge · Iain Jensen   | Nueva Zelanda · Peter Burling · Blair Tuke            | Dinamarca · Allan Nørregaard · Peter Lang       |
| Río de Janeiro 2016 | Nueva Zelanda · Peter Burling · Blair Tuke    | Australia · Nathan Outteridge · Iain Jensen           | Alemania · Erik Heil · Thomas Plößel            |
| Tokio 2020          | Reino Unido · Dylan Fletcher · Stuart Bithell | Nueva Zelanda · Peter Burling · Blair Tuke            | Alemania · Erik Heil · Thomas Plößel            |
| París 2024          | España · Diego Botín · Florian Trittel        | Nueva Zelanda · Isaac McHardie · William McKenzie     | Estados Unidos · Ian Barrows · Hans Henken      |

### 49er FX(Femenino)
| Edición             | Oro                                              | Plata                                           | Bronce                                              |
| ------------------- | ------------------------------------------------ | ----------------------------------------------- | --------------------------------------------------- |
| Río de Janeiro 2016 | Brasil · Martine Grael · Kahena Kunze            | Nueva Zelanda · Alexandra Maloney · Molly Meech | Dinamarca · Jena Mai Hansen · Katja Salskov-Iversen |
| Tokio 2020          | Brasil · Martine Grael · Kahena Kunze            | Alemania · Tina Lutz · Susann Beucke            | Países Bajos · Annemiek Bekkering · Annette Duetz   |
| París 2024          | Países Bajos · Odile van Aanholt · Annette Duetz | Suecia · Vilma Bobeck · Rebecca Netzler         | Francia · Sarah Steyaert · Charline Picon           |

### Laser
| Edición             | Oro                         | Plata                      | Bronce                        |
| ------------------- | --------------------------- | -------------------------- | ----------------------------- |
| Atlanta 1996        | Brasil · Robert Scheidt     | Reino Unido · Ben Ainslie  | Noruega · Peer Moberg         |
| Sídney 2000         | Reino Unido · Ben Ainslie   | Brasil · Robert Scheidt    | Australia · Michael Blackburn |
| Atenas 2004         | Brasil · Robert Scheidt     | Austria · Andreas Geritzer | Eslovenia · Vasilij Žbogar    |
| Pekín 2008          | Reino Unido · Paul Goodison | Eslovenia · Vasilij Žbogar | Italia · Diego Romero         |
| Londres 2012        | Australia · Tom Slingsby    | Chipre · Pavlos Kontidis   | Suecia · Rasmus Myrgren       |
| Río de Janeiro 2016 | Australia · Tom Burton      | Croacia · Tonči Stipanović | Nueva Zelanda · Sam Meech     |
| Tokio 2020          | Australia · Matthew Wearn   | Croacia · Tonči Stipanović | Noruega · Hermann Tomasgaard  |
| París 2024          | Australia · Matthew Wearn   | Chipre · Pavlos Kontidis   | Perú · Stefano Peschiera      |

### LaserRadial
| Edición             | Oro                                | Plata                             | Bronce                             |
| ------------------- | ---------------------------------- | --------------------------------- | ---------------------------------- |
| Pekín 2008          | Estados Unidos · Anna Tunnicliffe  | Lituania · Gintarė Volungevičiūtė | República Popular China · Xu Lijia |
| Londres 2012        | República Popular China · Xu Lijia | Países Bajos · Marit Bouwmeester  | Bélgica · Evi Van Acker            |
| Río de Janeiro 2016 | Países Bajos · Marit Bouwmeester   | Irlanda · Annalise Murphy         | Dinamarca · Anne-Marie Rindom      |
| Tokio 2020          | Dinamarca · Anne-Marie Rindom      | Suecia · Josefin Olsson           | Países Bajos · Marit Bouwmeester   |
| París 2024          | Países Bajos · Marit Bouwmeester   | Dinamarca · Anne-Marie Rindom     | Noruega · Line Flem Høst           |

### Nacra 17
| Edición             | Oro                                                  | Plata                                        | Bronce                                         |
| ------------------- | ---------------------------------------------------- | -------------------------------------------- | ---------------------------------------------- |
| Río de Janeiro 2016 | Argentina · Santiago Lange · Cecilia Carranza Saroli | Australia · Jason Waterhouse · Lisa Darmanin | Austria · Thomas Zajac · Tanja Frank           |
| Tokio 2020          | Italia · Ruggero Tita · Caterina Banti               | Reino Unido · John Gimson · Anna Burnet      | Alemania · Paul Kohlhoff · Alica Stuhlemmer    |
| París 2024          | Italia · Ruggero Tita · Caterina Banti               | Argentina · Mateo Majdalani · Eugenia Bosco  | Nueva Zelanda · Micah Wilkinson · Erica Dawson |

### IQFoil(M)
- Sustituye a la clase RS:X en la modalidad Windsurf
| Edición    | Oro                  | Plata                   | Bronce                            |
| ---------- | -------------------- | ----------------------- | --------------------------------- |
| París 2024 | Tom Reuveny · Israel | Grae Morris · Australia | Luuc van Opzeeland · Países Bajos |

### IQFoil(F)
- Sustituye a la clase RS:X en la modalidad Windsurf
| Edición    | Oro                     | Plata                  | Bronce                    |
| ---------- | ----------------------- | ---------------------- | ------------------------- |
| París 2024 | Marta Maggetti · Italia | Sharon Kantor · Israel | Emma Wilson · Reino Unido |

### Formula Kite(M)
| Edición    | Oro                       | Plata                    | Bronce                       |
| ---------- | ------------------------- | ------------------------ | ---------------------------- |
| París 2024 | Valentin Bontus · Austria | Toni Vodišek · Eslovenia | Maximilian Maeder · Singapur |

### Formula Kite(F)
| Edición    | Oro                            | Plata                    | Bronce                           |
| ---------- | ------------------------------ | ------------------------ | -------------------------------- |
| París 2024 | Eleanor Aldridge · Reino Unido | Lauriane Nolot · Francia | Annelous Lammerts · Países Bajos |

## Clases descontinuadas

### Dragon
| Edición        | Oro                                                                        | Plata                                                                    | Bronce                                                                |
| -------------- | -------------------------------------------------------------------------- | ------------------------------------------------------------------------ | --------------------------------------------------------------------- |
| Londres 1948   | Noruega · Thor Thorvaldsen · Haakon Barfod · Sigve Lie                     | Suecia · Folke Bohlin · Gösta Brodin · Hugo Johnson                      | Dinamarca · William Berntsen · Klaus Baess · Ole Berntsen             |
| Helsinki 1952  | Noruega · Thor Thorvaldsen · Haakon Barfod · Sigve Lie                     | Suecia · Per Gedda · Erland Almqvist · Sidney Boldt-Christmas            | Alemania · Theodor Thomsen · Erich Natusch · Georg Nowka              |
| Melbourne 1956 | Suecia · Folke Bohlin · Bengt Palmquist · Leif Wikström                    | Dinamarca · Ole Berntsen · Cyril Andresen · Christian von Bülow          | Reino Unido · Graham Mann · Ronald Backus · Jonathan Janson           |
| Roma 1960      | Grecia · Crown Prince Constantine · Odysseus Eskidioglou · Georgios Zaimis | Argentina · Jorge Salas Chávez · Héctor Calegaris · Jorge del Río Sálas  | Italia · Antonio Cosentino · Antonio Ciciliano · Giulio De Stefano    |
| Tokio 1964     | Dinamarca · Ole Berntsen · Christian von Bülow · Ole Poulsen               | Equipo Alemán Unificado · Peter Ahrendt · Wilfried Lorenz · Ulrich Mense | Estados Unidos · Lowell North · Richard Deaver · Charles Rogers       |
| México 1968    | Estados Unidos · George Friedrichs · Barton Jahncke · Gerald Schreck       | Dinamarca · Aage Birch · Poul Richard Høj Jensen · Niels Markussen       | Alemania Oriental · Paul Borowski · Karl-Heinz Thun · Konrad Weichert |
| Múnich 1972    | Australia · John Cuneo · Thomas Anderson · John Shaw                       | Alemania Oriental · Paul Borowski · Karl-Heinz Thun · Konrad Weichert    | Estados Unidos · Donald Cohan · Charles Horter · John Marshall        |

### Europe
| Edición        | Oro                             | Plata                              | Bronce                                |
| -------------- | ------------------------------- | ---------------------------------- | ------------------------------------- |
| Barcelona 1992 | Noruega · Linda Andersen        | España · Natalia Vía Dufresne      | Estados Unidos · Julia Trotman        |
| Atlanta 1996   | Dinamarca · Kristine Roug       | Países Bajos · Margriet Matthijsse | Estados Unidos · Courtenay Becker-Dey |
| Sídney 2000    | Reino Unido · Shirley Robertson | Países Bajos · Margriet Matthijsse | Argentina · Serena Amato              |
| Atenas 2004    | Noruega · Siren Sundby          | República Checa · Lenka Šmídová    | Dinamarca · Signe Livbjerg            |

### Finn
| Edición             | Oro                                        | Plata                                                 | Bronce                            |
| ------------------- | ------------------------------------------ | ----------------------------------------------------- | --------------------------------- |
| Helsinki 1952       | Dinamarca · Paul Elvstrøm                  | Reino Unido · Charles Currey                          | Suecia · Rickard Sarby            |
| Melbourne 1956      | Dinamarca · Paul Elvstrøm                  | Bélgica · André Nelis                                 | Estados Unidos · John Marvin      |
| Roma 1960           | Dinamarca · Paul Elvstrøm                  | Unión Soviética · Aleksander Tšutšelov                | Bélgica · André Nelis             |
| Tokio 1964          | Equipo Alemán Unificado · Wilhelm Kuhweide | Estados Unidos · Peter Barrett                        | Dinamarca · Henning Wind          |
| México 1968         | Unión Soviética · Valentin Mankin          | Austria · Hubert Raudaschl                            | Italia · Fabio Albarelli          |
| Múnich 1972         | Francia · Serge Maury                      | Grecia · Ilias Hatzipavlis                            | Unión Soviética · Viktor Potapov  |
| Montreal 1976       | Alemania Oriental · Jochen Schümann        | Unión Soviética · Andrei Balashov                     | Australia · John Bertrand         |
| Moscú 1980          | Finlandia · Esko Rechardt                  | Austria · Wolfgang Mayrhofer                          | Unión Soviética · Andrei Balashov |
| Los Ángeles 1984    | Nueva Zelanda · Russell Coutts             | Estados Unidos · John Bertrand                        | Canadá · Terry Neilson            |
| Seúl 1988           | España · José Luis Doreste                 | Islas Vírgenes de los Estados Unidos · Peter Holmberg | Nueva Zelanda · John Cutler       |
| Barcelona 1992      | España · José María van der Ploeg          | Estados Unidos · Brian Ledbetter                      | Nueva Zelanda · Craig Monk        |
| Atlanta 1996        | Polonia · Mateusz Kusznierewicz            | Bélgica · Sébastien Godefroid                         | Países Bajos · Roy Heiner         |
| Sídney 2000         | Reino Unido · Iain Percy                   | Italia · Luca Devoti                                  | Suecia · Fredrik Lööf             |
| Atenas 2004         | Reino Unido · Ben Ainslie                  | España · Rafael Trujillo                              | Polonia · Mateusz Kusznierewicz   |
| Pekín 2008          | Reino Unido · Ben Ainslie                  | Estados Unidos · Zach Railey                          | Francia · Guillaume Florent       |
| Londres 2012        | Reino Unido · Ben Ainslie                  | Dinamarca · Jonas Høgh-Christensen                    | Francia · Jonathan Lobert         |
| Río de Janeiro 2016 | Reino Unido · Giles Scott                  | Eslovenia · Vasilij Žbogar                            | Estados Unidos · Caleb Paine      |
| Tokio 2020          | Reino Unido · Giles Scott                  | Hungría · Zsombor Berecz                              | España · Joan Cardona Méndez      |

### Flying Dutchman
| Edición          | Oro                                                   | Plata                                                   | Bronce                                                 |
| ---------------- | ----------------------------------------------------- | ------------------------------------------------------- | ------------------------------------------------------ |
| Roma 1960        | Noruega · Peder Lunde Jr. · Bjørn Bergvall            | Dinamarca · Hans Fogh · Ole Erik Petersen               | Equipo Alemán Unificado · Rolf Mulka · Ingo von Bredow |
| Tokio 1964       | Nueva Zelanda · Helmer Pedersen · Earle Wells         | Reino Unido · Keith Musto · Tony Morgan                 | Estados Unidos · Harry Melges · William Bentsen        |
| México 1968      | Reino Unido · Rodney Pattisson · Iain MacDonald-Smith | Alemania Occidental · Ulli Libor · Peter Naumann        | Brasil · Reinaldo Conrad · Burkhard Cordes             |
| Múnich 1972      | Reino Unido · Rodney Pattisson · Christopher Davies   | Francia · Yves Pajot · Marc Pajot                       | Alemania Occidental · Ulli Libor · Peter Naumann       |
| Montreal 1976    | Alemania Occidental · Jörg Diesch · Eckart Diesch     | Reino Unido · Rodney Pattisson · Julian Brooke-Houghton | Brasil · Reinaldo Conrad · Peter Ficker                |
| Moscú 1980       | España · Alejandro Abascal · Miguel Noguer            | Irlanda · David Wilkins · James Wilkinson               | Hungría · Szabolcs Detre · Zsolt Detre                 |
| Los Ángeles 1984 | Estados Unidos · Jonathan McKee · William Carl Buchan | Canadá · Terry McLaughlin · Evert Bastet                | Reino Unido · Jonathan Richards · Peter Allam          |
| Seúl 1988        | Dinamarca · Jørgen Bojsen-Møller · Christian Grønborg | Noruega · Ole Pollen · Erik Bjørkum                     | Canadá · Frank McLaughlin · John Millen                |
| Barcelona 1992   | España · Luis Doreste · Domingo Manrique              | Estados Unidos · Paul Foerster · Stephen Bourdow        | Dinamarca · Jørgen Bojsen-Møller · Jens Bojsen-Møller  |

### Windsurf
El Windsurf o tabla a vela es una modalidad del deporte a Vela, se disputa desde 1984 en diferentes clases, Windglider (1984), Division II (1988), Lechner A-390 (1992), Mistral (1996 a 2004) y RS:X (2008 a 2020).

#### Windglider
| Edición          | Oro                                 | Plata                         | Bronce                        |
| ---------------- | ----------------------------------- | ----------------------------- | ----------------------------- |
| Los Ángeles 1984 | Países Bajos · Stephan van den Berg | Estados Unidos · Scott Steele | Nueva Zelanda · Bruce Kendall |

#### Division II
| Edición   | Oro                           | Plata                               | Bronce                         |
| --------- | ----------------------------- | ----------------------------------- | ------------------------------ |
| Seúl 1988 | Nueva Zelanda · Bruce Kendall | Antillas Neerlandesas · Jan Boersma | Estados Unidos · Mike Gebhardt |

#### Lechner A-390
Se realizó en categoría masculina y femenina.
| Edición        | Oro                             | Plata                                    | Bronce                         |
| -------------- | ------------------------------- | ---------------------------------------- | ------------------------------ |
| Barcelona 1992 | Francia · Franck David          | Estados Unidos · Mike Gebhardt           | Australia · Lars Kleppich      |
| Barcelona 1992 | Nueva Zelanda · Barbara Kendall | República Popular China · Zhang Xiaodong | Países Bajos · Dorien de Vries |

#### Mistral(M)
| Edición      | Oro                            | Plata                          | Bronce                         |
| ------------ | ------------------------------ | ------------------------------ | ------------------------------ |
| Atlanta 1996 | Grecia · Nikólaos Kaklamanakis | Argentina · Carlos Espínola    | Israel · Gal Fridman           |
| Sídney 2000  | Austria · Christoph Sieber     | Argentina · Carlos Espínola    | Nueva Zelanda · Aaron McIntosh |
| Atenas 2004  | Israel · Gal Fridman           | Grecia · Nikólaos Kaklamanakis | Reino Unido · Nick Dempsey     |

#### Mistral(F)
| Edición      | Oro                         | Plata                              | Bronce                          |
| ------------ | --------------------------- | ---------------------------------- | ------------------------------- |
| Atlanta 1996 | Hong Kong · Lee Lai Shan    | Nueva Zelanda · Barbara Kendall    | Italia · Alessandra Sensini     |
| Sídney 2000  | Italia · Alessandra Sensini | Alemania · Amelie Lux              | Nueva Zelanda · Barbara Kendall |
| Atenas 2004  | Francia · Faustine Merret   | República Popular China · Yin Jian | Italia · Alessandra Sensini     |

#### RS:X(M)
| Edición             | Oro                                     | Plata                      | Bronce                           |
| ------------------- | --------------------------------------- | -------------------------- | -------------------------------- |
| Pekín 2008          | Nueva Zelanda · Tom Ashley              | Francia · Julien Bontemps  | Israel · Shahar Tzuberi          |
| Londres 2012        | Países Bajos · Dorian van Rijsselberghe | Reino Unido · Nick Dempsey | Polonia · Przemysław Miarczyński |
| Río de Janeiro 2016 | Países Bajos · Dorian van Rijsselberghe | Reino Unido · Nick Dempsey | Francia · Pierre Le Coq          |
| Tokio 2020          | Países Bajos · Kiran Badloe             | Francia · Thomas Goyard    | República Popular China · Bi Kun |

#### RS:X(F)
| Edición             | Oro                                 | Plata                                | Bronce                    |
| ------------------- | ----------------------------------- | ------------------------------------ | ------------------------- |
| Pekín 2008          | República Popular China · Yin Jian  | Italia · Alessandra Sensini          | Reino Unido · Bryony Shaw |
| Londres 2012        | España · Marina Alabau              | Finlandia · Tuuli Petäjä             | Polonia · Zofia Klepacka  |
| Río de Janeiro 2016 | Francia · Charline Picon            | República Popular China · Chen Peina | Rusia · Stefania Elfutina |
| Tokio 2020          | República Popular China · Lu Yunxiu | Francia · Charline Picon             | Reino Unido · Emma Wilson |

### Soling
| Edición          | Oro                                                                    | Plata                                                                  | Bronce                                                              |
| ---------------- | ---------------------------------------------------------------------- | ---------------------------------------------------------------------- | ------------------------------------------------------------------- |
| Múnich 1972      | Estados Unidos Buddy Melges · William Allen · William Bentsen          | Suecia Stig Wennerström · Stefan Krook · Bo Knape                      | Canadá David Miller · Paul Côté · John Ekels                        |
| Montreal 1976    | Dinamarca Poul Richard Høj Jensen · Valdemar Bandolowski · Erik Hansen | Estados Unidos John Kolius · Walter Glasgow · Richard Hoepfner         | Alemania Oriental Dieter Below · Olaf Engelhardt · Michael Zachries |
| Moscú 1980       | Dinamarca Poul Richard Høj Jensen · Valdemar Bandolowski · Erik Hansen | Unión Soviética Boris Budnikov · Aleksandr Budnikov · Nikolay Polyakov | Grecia Tassos Boudouris · Anastasios Gavrilis · Aristidis Rapanakis |
| Los Ángeles 1984 | Estados Unidos Robbie Haines · Edward Trevalyan · Roderick Davis       | Brasil Torben Grael · Daniel Adler · Ronaldo Senfft                    | Canadá Hans Fogh · Steve Calder · John Kerr                         |
| Seúl 1988        | Alemania Oriental Jochen Schümann · Thomas Flach · Bernd Jäkel         | Estados Unidos John Kostecki · Bob Billingham · William Baylis         | Dinamarca Jesper Bank · Jan Mathiasen · Steen Secher                |
| Barcelona 1992   | Dinamarca Jesper Bank · Jesper Seier · Steen Secher                    | Estados Unidos Kevin Mahaney · Jim Brady · Doug Kern                   | Reino Unido Lawrie Smith · Robert Cruickshank · Ossie Stewart       |
| Atlanta 1996     | Alemania Jochen Schümann · Thomas Flach · Bernd Jäkel                  | Rusia Gueorgui Shaiduko · Dmitri Shabánov · Igor Skalin                | Estados Unidos Jeff Madrigali · Jim Barton · Kent Massey            |
| Sídney 2000      | Dinamarca Jesper Bank · Henrik Blakskjær · Thomas Jacobsen             | Alemania Jochen Schümann · Gunnar Bahr · Ingo Borkowski                | Noruega Herman Horn Johannessen · Paul Davis · Espen Stokkeland     |

### Star
| Edición          | Oro                                                      | Plata                                                  | Bronce                                                 |
| ---------------- | -------------------------------------------------------- | ------------------------------------------------------ | ------------------------------------------------------ |
| Los Ángeles 1932 | Estados Unidos · Gilbert Gray · Andrew Libano            | Reino Unido · George Colin Ratsey · Peter Jaffe        | Suecia · Gunnar Asther · Daniel Sundén-Cullberg        |
| Berlín 1936      | Alemania · Peter Bischoff · Hans-Joachim Weise           | Suecia · Arvid Laurin · Uno Wallentin                  | Países Bajos · Bob Maas · Willem de Vries Lentsch      |
| Londres 1948     | Estados Unidos · Hilary Smart · Paul Smart               | Cuba · Carlos de Cárdenas · Carlos de Cárdenas Jr.     | Países Bajos · Adriaan Maas · Edward Stutterheim       |
| Helsinki 1952    | Italia · Agostino Straulino · Nicolò Rode                | Estados Unidos · John Price · John Reid                | Portugal · Joaquim Fiúza · Francisco de Andrade        |
| Melbourne 1956   | Estados Unidos · Herbert Williams · Lawrence Low         | Italia · Agostino Straulino · Nicolò Rode              | Bahamas · Durward Knowles · Sloane Farrington          |
| Roma 1960        | Unión Soviética · Timir Pinegin · Fyodor Shutkov         | Portugal · Mário Quina · José Manuel Quina             | Estados Unidos · William Parks · Robert Halperin       |
| Tokio 1964       | Bahamas · Durward Knowles · Cecil Cooke                  | Estados Unidos · Richard Stearns · Lynn Williams       | Suecia · Pelle Petterson · Holger Sundström            |
| México 1968      | Estados Unidos · Lowell North · Peter Barrett            | Noruega · Peder Lunde Jr. · Per Wiken                  | Italia · Franco Cavallo · Camillo Gargano              |
| Múnich 1972      | Australia · David Forbes · John Anderson                 | Suecia · Pelle Petterson · Stellan Westerdahl          | Alemania Occidental · Wilhelm Kuhweide · Karsten Meyer |
| Moscú 1980       | Unión Soviética · Valentin Mankin · Aleksandr Muzychenko | Austria · Hubert Raudaschl · Karl Ferstl               | Italia · Giorgio Gorla · Alfio Peraboni                |
| Los Ángeles 1984 | Estados Unidos · William Earl Buchan · Steven Erickson   | Alemania Occidental · Joachim Griese · Michael Marcour | Italia · Giorgio Gorla · Alfio Peraboni                |
| Seúl 1988        | Reino Unido · Michael McIntyre · Bryn Vaile              | Estados Unidos · Mark Reynolds · Harold Haenel         | Brasil · Torben Grael · Nelson Falcão                  |
| Barcelona 1992   | Estados Unidos · Mark Reynolds · Harold Haenel           | Nueva Zelanda · Roderick Davis · Donald Cowie          | Canadá · Ross MacDonald · Eric Jespersen               |
| Atlanta 1996     | Brasil · Torben Grael · Marcelo Ferreira                 | Suecia · Hans Wallén · Bobby Lohse                     | Australia · Colin Beashel · David Giles                |
| Sídney 2000      | Estados Unidos · Mark Reynolds · Magnus Liljedahl        | Reino Unido · Ian Walker · Mark Covell                 | Brasil · Torben Grael · Marcelo Ferreira               |
| Atenas 2004      | Brasil · Torben Grael · Marcelo Ferreira                 | Canadá · Ross MacDonald · Mike Wolfs                   | Francia · Pascal Rambeau · Xavier Rohart               |
| Pekín 2008       | Reino Unido · Iain Percy · Andrew Simpson                | Brasil · Robert Scheidt · Bruno Prada                  | Suecia · Fredrik Lööf · Anders Ekström                 |
| Londres 2012     | Suecia · Fredrik Lööf · Max Salminen                     | Reino Unido · Iain Percy · Andrew Simpson              | Brasil · Robert Scheidt · Bruno Prada                  |

### Tempest
| Edición       | Oro                                                | Plata                                                  | Bronce                                        |
| ------------- | -------------------------------------------------- | ------------------------------------------------------ | --------------------------------------------- |
| Múnich 1972   | Unión Soviética · Valentin Mankin · Vitali Dyrdyra | Reino Unido · Alan Warren · David Hunt                 | Estados Unidos · Glen Foster · Peter Dean     |
| Montreal 1976 | Suecia · John Albrechtson · Ingvar Hansson         | Unión Soviética · Valentin Mankin · Vladyslav Akimenko | Estados Unidos · Dennis Conner · Conn Findlay |

### Tornado
| Edición          | Oro                                            | Plata                                             | Bronce                                               |
| ---------------- | ---------------------------------------------- | ------------------------------------------------- | ---------------------------------------------------- |
| Montreal 1976    | Reino Unido · Reginald White · John Osborn     | Estados Unidos · David McFaull · Michael Rothwell | Alemania Occidental · Jörg Spengler · Jörg Schmall   |
| Moscú 1980       | Brasil · Lars Björkström · Alexandre Welter    | Dinamarca · Peter Due · Per Kjærgård              | Suecia · Göran Marström · Jörgen Ragnarsson          |
| Los Ángeles 1984 | Nueva Zelanda · Rex Sellers · Chris Timms      | Estados Unidos · Randy Smyth · Jay Glaser         | Australia · Christopher Cairns · John Scott Anderson |
| Seúl 1988        | Francia · Jean Le Deroff · Nicolas Hénard      | Nueva Zelanda · Chris Timms · Rex Sellers         | Brasil · Lars Grael · Clinio Freitas                 |
| Barcelona 1992   | Francia · Yves Loday · Nicolas Hénard          | Estados Unidos · Randy Smyth · Keith Notary       | Australia · Mitch Booth · John Forbes                |
| Atlanta 1996     | España · Fernando León · José Luis Ballester   | Australia · Mitch Booth · Andrew Landenberger     | Brasil · Lars Grael · Henrique Pellicano             |
| Sídney 2000      | Austria · Roman Hagara · Hans-Peter Steinacher | Australia · Darren Bundock · John Forbes          | Alemania · Roland Gäbler · René Schwall              |
| Atenas 2004      | Austria · Roman Hagara · Hans-Peter Steinacher | Estados Unidos · John Lovell · Charlie Ogletree   | Argentina · Santiago Lange · Carlos Espínola         |
| Pekín 2008       | España · Antón Paz · Fernando Echávarri        | Australia · Darren Bundock · Glenn Ashby          | Argentina · Santiago Lange · Carlos Espínola         |

### Yngling
| Edición     | Oro                                                      | Plata                                                         | Bronce                                                          |
| ----------- | -------------------------------------------------------- | ------------------------------------------------------------- | --------------------------------------------------------------- |
| Atenas 2004 | Reino Unido Shirley Robertson · Sarah Webb · Sarah Ayton | Ucrania Ruslana Taran · Ganna Kalinina · Svitlana Matevusheva | Dinamarca Dorte Jensen · Helle Jespersen · Christina Otzen      |
| Pekín 2008  | Reino Unido Sarah Ayton · Sarah Webb · Pippa Wilson      | Países Bajos Mandy Mulder · Annemieke Bes · Merel Witteveen   | Grecia Sofia Bekatorou · Virginia Kravarioti · Sofía Papadopulu |

### Elliott 6m
| Edición      | Oro                                                     | Plata                                                 | Bronce                                                   |
| ------------ | ------------------------------------------------------- | ----------------------------------------------------- | -------------------------------------------------------- |
| Londres 2012 | España Támara Echegoyen · Ángela Pumariega · Sofía Toro | Australia Olivia Price · Nina Curtis · Lucinda Whitty | Finlandia Silja Lehtinen · Silja Kanerva · Mikaela Wulff |